# 24647 Maksimachev
24647 Maksimachev este un asteroid din centura principală, descoperit pe 23 august 1985, de Nikolai Cernîh.